# Błyśnij-błyskula
Błyśnij-błyskula (ang. The Shiny Show) – brytyjski program telewizyjny przeznaczony dla dzieci w wieku 2-7 lat. Emitowany dawniej przez stacje CBeebies i BBC2. W Polsce dawniej emitowany na kanale CBeebies od 7 kwietnia 2008 roku do 29 sierpnia 2011 roku.

## Fabuła
Błyśnij-błyskula to program w formie quizu. Zasady są proste. Prowadzący zadaje 6 pytań, na które muszą odpowiedzieć Tigs, Dogsby lub Mukka (w każdym odcinku kto inny). Wygrywa ten z nich, który uzbiera najwięcej błyskotek. Program ma na celu nauczać młodsze dzieci.

## Spis odcinków
| N/o                   | Prowadzący | Angielski tytuł               | Polski tytuł |
| --------------------- | ---------- | ----------------------------- | ------------ |
| SERIA PIERWSZA (2000) |            |                               |              |
| 01                    | Tigs       | Swimming Pool                 | nieznany     |
| 02                    | Dogsby     | The Beach                     | nieznany     |
| 03                    | Mukka      | Minibeasts                    | nieznany     |
| 04                    | Tigs       | The Circus                    | nieznany     |
| 05                    | Dogsby     | Pets                          | nieznany     |
| 06                    | Mukka      | Aeroplanes                    | nieznany     |
| 07                    | Tigs       | Fire Station                  | nieznany     |
| 08                    | Mukka      | Hairdressers                  | nieznany     |
| 09                    | Dogsby     | Farm Animals                  | nieznany     |
| 10                    | Tigs       | Leisure Centre                | nieznany     |
| 11                    | Dogsby     | The Seaside                   | nieznany     |
| 12                    | Mukka      | Butterflies, Snails and Bees  | nieznany     |
| 13                    | Tigs       | Circus Fun                    | nieznany     |
| 14                    | Dogsby     | Interesting Pets              | nieznany     |
| 15                    | Mukka      | Boats and Fishing             | nieznany     |
| 16                    | Tigs       | Puppet Show                   | nieznany     |
| 17                    | Mukka      | Pizza Restaurant              | nieznany     |
| 18                    | Dogsby     | Farm                          | nieznany     |
| 19                    | Tigs       | Nursery                       | nieznany     |
| 20                    | Mukka      | Garden                        | nieznany     |
| 21                    | Dogsby     | Up and Down                   | nieznany     |
| 22                    | Tigs       | Building Site                 | nieznany     |
| 23                    | Mukka      | Making Things                 | nieznany     |
| 24                    | Dogsby     | Fun at the Fair               | nieznany     |
| 25                    | Tigs       | Wild Animals                  | nieznany     |
| 26                    | Mukka      | The Park                      | nieznany     |
| 27                    | Dogsby     | Trains                        | nieznany     |
| 28                    | Tigs       | Rubbish Centre                | nieznany     |
| 29                    | Mukka      | Shopping                      | nieznany     |
| 30                    | Dogsby     | Flowers and Growing Things    | nieznany     |
| 31                    | Tigs       | Building                      | nieznany     |
| 32                    | Mukka      | Indian Food                   | nieznany     |
| 33                    | Dogsby     | Funfair                       | nieznany     |
| 34                    | Tigs       | Lemurs, Penguins and Giraffes | nieznany     |
| 35                    | Mukka      | Fun at the Park               | nieznany     |
| 36                    | Dogsby     | Lorries                       | nieznany     |
| 37                    | Tigs       | Musical Instruments           | nieznany     |
| 38                    | Mukka      | Shopping Centre               | nieznany     |
| 39                    | Tigs       | Light and Dark                | nieznany     |
| 40                    | Dogsby     | Party                         | nieznany     |
| SERIA DRUGA (2002)    |            |                               |              |
| 41                    | Tigs       | Sailing Club                  | nieznany     |
| 42                    | Dogsby     | Child's Garden                | nieznany     |
| 43                    | Mukka      | Camping                       | nieznany     |
| 44                    | Tigs       | Magician                      | nieznany     |
| 45                    | Dogsby     | Dancing                       | nieznany     |
| 46                    | Mukka      | Pottery                       | nieznany     |
| 47                    | Tigs       | Babies                        | nieznany     |
| 48                    | Dogsby     | Washing Things                | nieznany     |
| 49                    | Mukka      | Museum                        | nieznany     |
| 50                    | Tigs       | Cave                          | nieznany     |
| 51                    | Dogsby     | Bedtime                       | nieznany     |
| 52                    | Mukka      | Skateboarding                 | nieznany     |
| 53                    | Tigs       | Glass blowing                 | nieznany     |
| 54                    | Dogsby     | Pond                          | nieznany     |
| 55                    | Mukka      | Florist                       | nieznany     |
| 56                    | Tigs       | Jewellery Maker               | nieznany     |
| 57                    | Dogsby     | Garage Mechanic               | nieznany     |
| 58                    | Mukka      | Bird Sanctuary                | nieznany     |
| 59                    | Tigs       | Vet                           | nieznany     |
| 60                    | Dogsby     | Trees                         | nieznany     |
| 61                    | Mukka      | Chinese Food                  | nieznany     |
| 62                    | Tigs       | Bicycle ride                  | nieznany     |
| 63                    | Dogsby     | The past - castles            | nieznany     |
| 64                    | Mukka      | Cheesemaking                  | nieznany     |
| 65                    | Tigs       | Personal hygiene              | nieznany     |
| 66                    | Dogsby     | Sealife                       | nieznany     |
| 67                    | Mukka      | Ice rink                      | nieznany     |
| 68                    | Tigs       | Cakemaking                    | nieznany     |
| 69                    | Dogsby     | Artist                        | nieznany     |
| 70                    | Mukka      | Shoemaker                     | nieznany     |
| 71                    | Tigs       | Football match                | nieznany     |
| 72                    | Dogsby     | Weaver                        | nieznany     |
| 73                    | Mukka      | Diwali                        | nieznany     |
| 74                    | Tigs       | Gymnastics                    | nieznany     |
| 75                    | Dogsby     | Cotswold Wildlife Park        | nieznany     |
| 76                    | Mukka      | Fudge Factory                 | nieznany     |
| 77                    | Tigs       | Monkey Music                  | nieznany     |
| 78                    | Dogsby     | Costume maker                 | nieznany     |
| 79                    | Mukka      | Rocking Horse Maker           | nieznany     |
| 80                    | Tigs       | Mosaic                        | nieznany     |
| 81                    | Dogsby     | Traffic awareness             | nieznany     |
| 82                    | Mukka      | Face Painting                 | nieznany     |
| 83                    | Tigs       | Snow play                     | nieznany     |
| 84                    | Dogsby     | Clockmaker                    | nieznany     |
| 85                    | Mukka      | Bridges                       | nieznany     |
| 86                    | Tigs       | Space                         | nieznany     |
| 87                    | Dogsby     | Staying Healthy               | nieznany     |
| 88                    | Mukka      | Streetworking                 | nieznany     |
| 89                    | Tigs       | Decorations                   | nieznany     |
| 90                    | Dogsby     | Weather                       | nieznany     |
| 91                    | Mukka      | Snow Sport                    | nieznany     |

## Bohaterowie
- Tigs (grana przez Sue Monroe) – pomarańczowa tygrysica z dużą głową. Jest bardzo mądra i często się chwali.
  - Ulubiona błyskotka: nadmuchiwany globus, Pan Ser
- Dogsby (grany przez Sally Preisig i Sam Mason) – pies, a zarazem najspokojniejszy i najmądrzejszy członek grupy.
  - Ulubiona błyskotka: kość, żółto-fioletowa czapka
- Mukka (grany przez Wim Booth) – purpurowa małpa, bardzo głupiutka. Jest bardzo ruchliwa i dowcipna.
  - Ulubiona błyskotka: kostka do gry, kłębek kolorowych kosmatek
- Alarmorama – robot wyglądem przypominający szafę. Służy jako telewizor. Wyświetla podpowiedzi do zadanego pytania.
  - Zadaniem Alarmoramy jest:
    - puszczanie materiałów do zadanego pytania,
    - przygrywanie piosenek
    - podpowiadanie uczestnikom